# Batňovice
Batňovice (německy Batnowitz) jsou obec v okrese Trutnov v Královéhradeckém kraji v severovýchodních Čechách. Obec leží na rozmezí Rtyňské brázdy a Trutnovské pahorkatiny pod Jestřebími horami na Rtyňce a Zaječím potoku. Žije zde 780 obyvatel. Obec má rozlohu 447 ha. Sousedí s obcemi Úpice, Rtyně v Podkrkonoší, Malé Svatoňovice, Velké Svatoňovice a Suchovršice.

## Přírodní poměry
Batňovice leží na rozmezí Rtyňské brázdy a Trutnovské pahorkatiny. Nejvyšším bodem je kóta 465,5 m na Kvíčale na jihozápadu, nejnižším bodem je místo při jižní hranici s Úpicí (340 m), kde Rtyňka opouští území obce. Dalšími významnějšími vrchy jsou Čertův kopec (409,8 m) na východě a kopec Varta (436,4 m) na jihu.
Území je odvodňováno Rtyňkou, která ústí do Úpy. Do Rtyňky se zprava vlévá Zaječí potok (též Markoušovický potok), který několik set metrů před soutokem protéká Batňovickým rybníkem. Dalšími menšími přítoky Rtyňky jsou Mariánský (Jestřebí) potok (1-01-02-046) a Petrovický potok (1-01-02-045). Oba potoky se vlévají do Rtyňky zprava.

## Historie
Založení obce Batňovice je spojováno s kolonizací, která v tomto regionu probíhala od 13. století. Též zástavba je typická pro kolonizační lesní lánovou ves. První písemná zmínka o obci je však až z roku 1408. Spolu se vsí Zálesí byly Batňovice až do roku 1516 součástí vízmburského panství.
Právo užívat znak a vlajku bylo obci uděleno rozhodnutím Poslanecké sněmovny Parlamentu České republiky dne 19. ledna 2007.

## Obyvatelstvo
| Rok            | 1869 | 1880 | 1890  | 1900  | 1910  | 1921  | 1930  | 1950 | 1961 | 1970 | 1980 | 1991 | 2001 | 2011 | 2021 |
| -------------- | ---- | ---- | ----- | ----- | ----- | ----- | ----- | ---- | ---- | ---- | ---- | ---- | ---- | ---- | ---- |
| Počet obyvatel | 845  | 986  | 1 024 | 1 111 | 1 248 | 1 063 | 1 003 | 891  | 853  | 864  | 757  | 675  | 697  | 723  | 751  |
| Počet domů     | 111  | 129  | 136   | 147   | 164   | 173   | 185   | 210  | 203  | 205  | 192  | 226  | 232  | 253  | 276  |

## Obecní správa a politika
Obec se člení na 2 základní sídelní jednotky: Batňovice a Kvíčala.

## Pamětihodnosti
- Kostel svatého Bartoloměje, pseudorománský z 19. století[10]
- Socha sv. Jana Nepomuckého (1802), u č. p. 3[10]
- Socha sv. Václava (1802), při cestě do Malých Svatoňovic[10]
- Pomník obětem fašismu
- Hrob Rudoarmějce
- Budovy školy (Zálesí čp. 181)

## Další fotografie

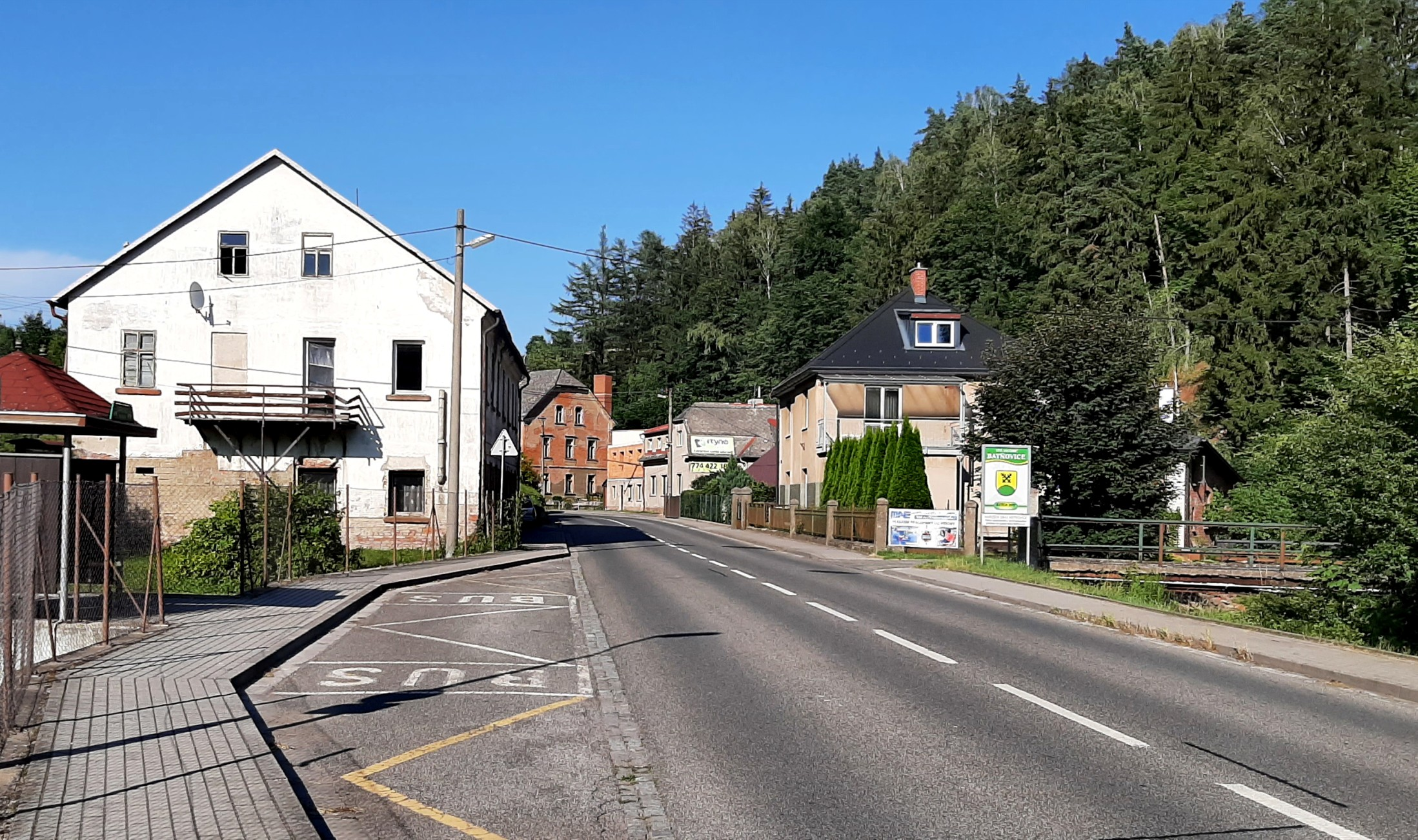
Zástavba v lokalitě Na Mýtě u silnice I/14
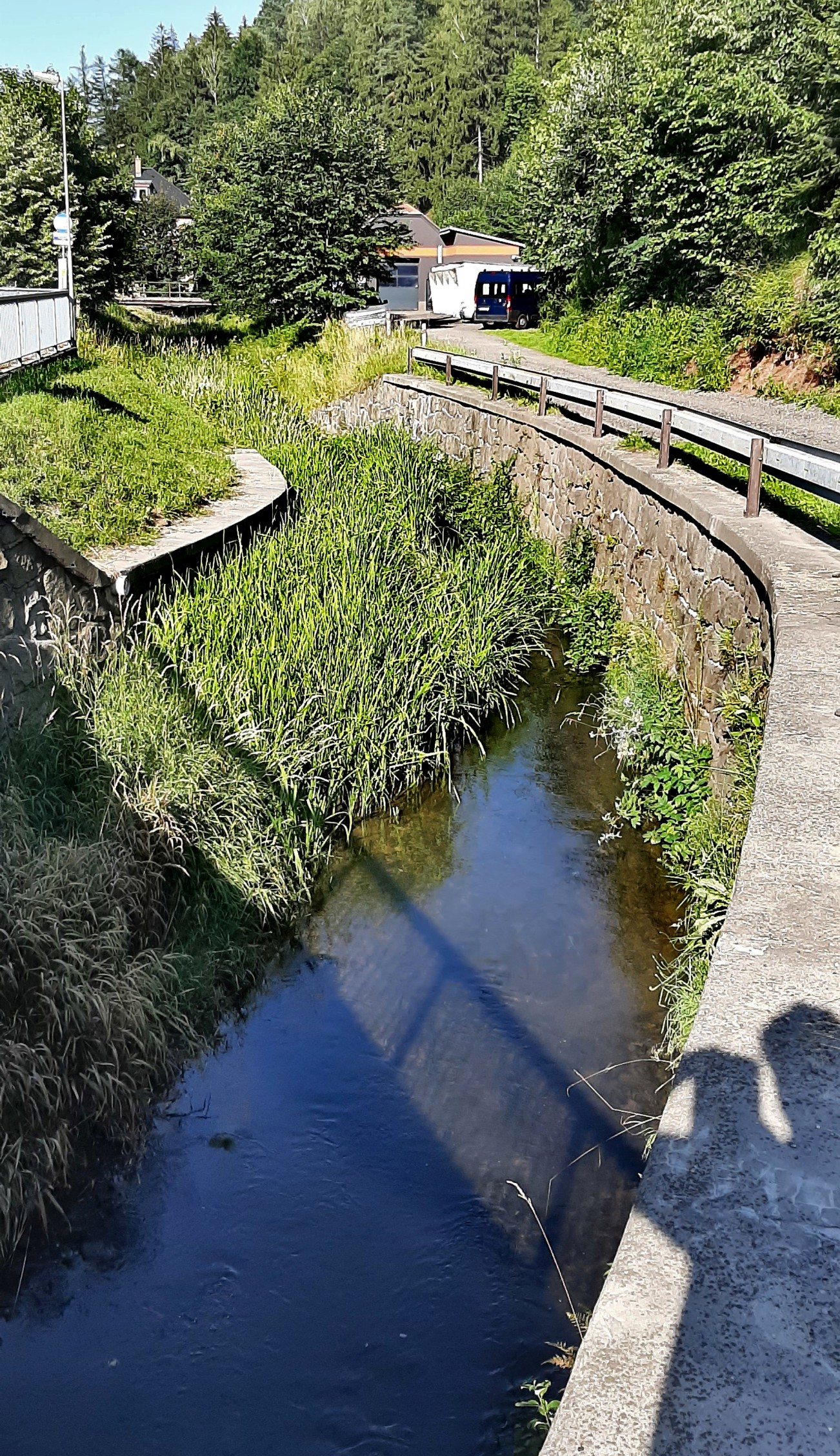
Potok Rtyňka
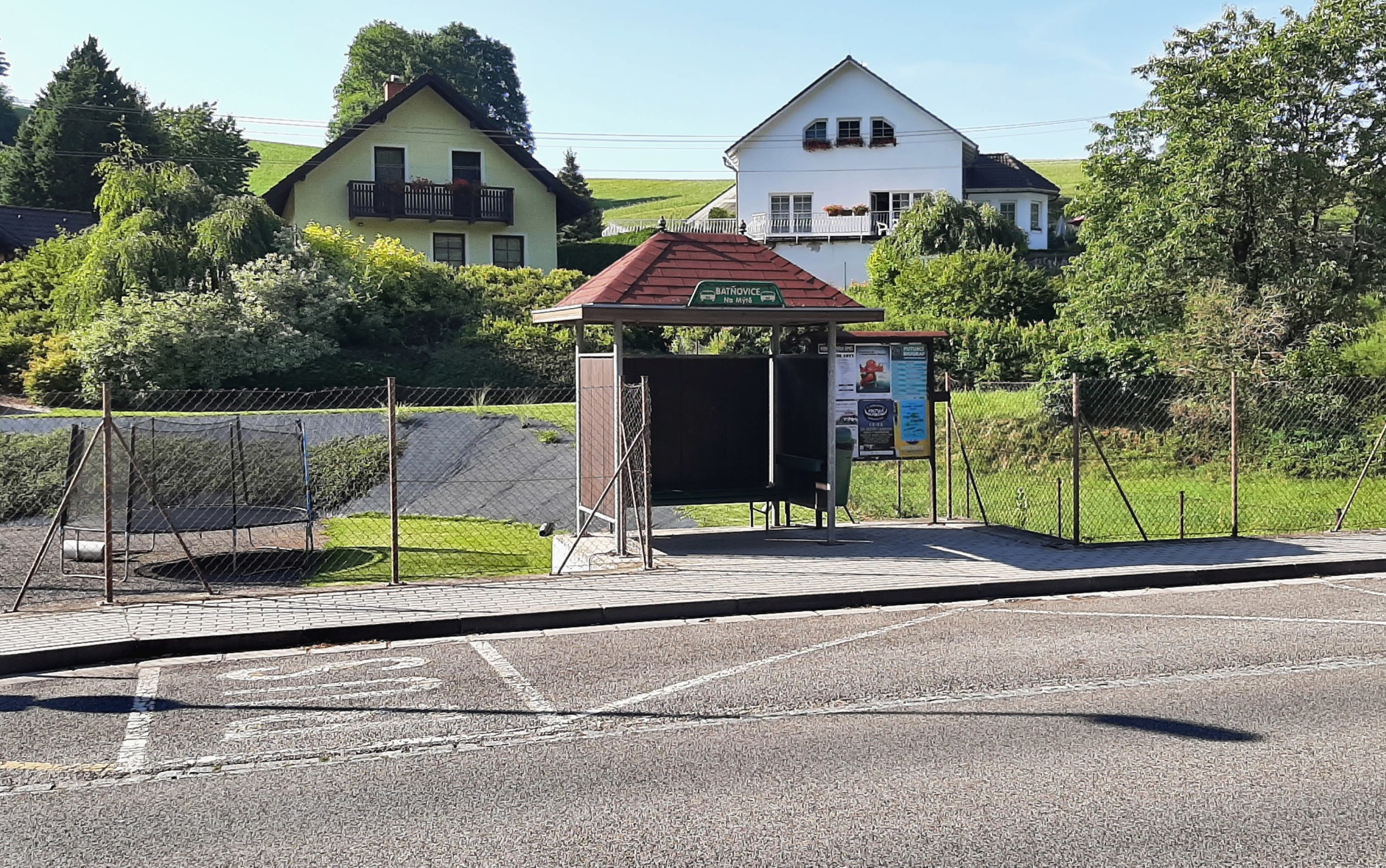
Autobusová zastávka